# 안녕바다
안녕바다(영어: Bye Bye Sea)는 대한민국의 록 밴드이다.
보컬과 기타를 맡고 있는 나무, 건반에 대현, 베이스에 명제, 드럼에 준혁까지 네 명의 멤버로 활동하였으나, 2012년 기타에 선제가 합류해 다섯명으로 구성되어 있었다. 2013년 건반에 대현, 드럼에 준혁이 탈퇴했다 2008년~2016년까지 플럭서스 뮤직 소속으로 활동하고 2018년 이엘파크 소속이었다가 2020년 이후 코스믹뮤직랩 소속으로 활동중에 있다. 2009년 12월 7일 미니앨범 Boy's Universe를 발매, 2010년 11월 16일 정규 1집 City Complex, 2012년 2월 28일 정규 2집 PINK REVOLUTION, 2013년 7월 12일 정규 3집 난 그대와 바다를 가르네, 2016년 3월 23일 정규 4집 밤새 안녕히, 2018년 11월 5일 정규 5집 <701>, 2020년 12월 7일 싱글 <안녕 메리크리스마스>를 발매이후 꾸준히 앨범을 발매하고 있으며, 현재 전국 방방곡곡에서 라이브 연주를 하며 왕성한 활동을 하고 있으며, 2022년도에는 한국밴드 최초로 뉴욕 링컨센터 무대에 섰다.

## 구성원
- 나무 (보컬, 기타)
- 선제 (전기 기타)
- 명제 (베이스)

- 권상진 (건반/세션)
- 김성재 (드럼/세션)

- 준혁 (드럼/전멤버)
- 대현 (건반/전멤버)

## 역사
- 2022년 11월 8일, 청년마음콘서트 공연 / @한예진 아트홀
- 2022년 10월 23일, 단독 콘서트 'I cross the sea with you' / @구름아래소극장
- 2022년 10월 21일, 귀인중학교 귀인제 출연 / @서울랜드
- 2022년 10월 21일, 2022 파주북소리 개막식 오프닝 / @파주 출판단지
- 2022년 10월 19일, Mucon 2022 쇼케이스 / @노들섬
- 2022년 10월 17일, 마포FM 출연
- 2022년 10월 15일, 제주해양레저콘텐츠 페스타 공연 / @서귀포시 문섬 일대
- 2022년 10월 8일, 익산박물관 공연 /@익산박물관 광장
- 2022년 10월 7일, 가을달빛송현 / @열린송현녹지광장
- 2022년 9월 21일, LIVE.ON / @프리즘홀
- 2022년 8월 30일, 송도맥주축제 /
- 2022년 8월 28일, 2022 전주얼티밋뮤직페스티벌(JUMF) / @전주종합운동장
- 2022년 8월 19일, 사천락페스티벌 / @삼천포대교공원
- 2022년 7월 27일, Lincoln Center 공연 / @Lincoln Center Damrosch Park, New York, NY, USA
- 2022년 7월 23일, 아틀란타 공연 / @Center Stage[Vinyl].  Atlanta, Georgia, USA
- 2022년 7월 20일, Gibson garage Live 촬영 / @깁슨본사, Nashville, Tennessee, USA
- 2022년 7월 16일, Los Angeles 공연 / @Hotel Cafe, California, USA
- 2022년 7월 9일, Iron Door Saloon 공연 / @Groveland, California, USA
- 2022년 7월 2일, 이승환 콘서트 '914특공대' 게스트 / @왓챠홀
- 2022년 6월 26일, 엠크나이크 출연 / @엠장기획
- 2022년 6월 22일,  네이버 NOW 댸니쇼 시즌6 게스트
- 2022년 6월 19일, 미국 PREVIEW 공연 / @FF
- 2022년 6월 17일, EL 루프탑 파티 / @상암
- 2022년 6월 10일, HAPPY TOGETHER / @FF
- 2022년 6월 9일, 광주MBC 난장 녹화 / @나주정미소 난장곡간
- 2022년 6월 4일, YEAH RIGHT / @FF
- 2022년 5월 29일, homesweethome /@701 스튜디오
- 2022년 5월 7일, 어쩌다페스티벌 /@울산문화예술회관
- 2022년 4월 16일, 전주박물관 공연 /@전주박물관 옥외뜨락
- 2022년 3월 27일, T Factory X FLO  / @SK텔레콤 PS&M 광주일곡점
- 2022년 3월 23일, 네이버 NOW 댸니쇼 시즌5 게스트
- 2022년 3월 20일, T Factory X FLO  / @SK텔레콤 PS&M 군산직영점
- 2022년 2월 15일, 싱글 [무지개다리] 발매
- 2022년 2월 10일, LIVE.ON / @라이브앤라우드
- 2022년 1월 14일, T Factory X FLO 1월의 덕콘 / @홍대 T Factory
- 2021년 12월 21일, 국악방송라디오 '최고은의 밤은 음악이야' 출연
- 2021년 12월 17일, 평화방송라디오 '임형주의 너에게 주는 노래' 출연
- 2021년 12월 5일, 2021 라이브클럽데이 / @네스트나다
- 2021년 11월 23일, 민주화운동기념사업회 설립 20주년 기념콘서트 / @광화문아트홀
- 2021년 11월 1일, DMZ P.O.P 콘서트, 먼데이프로젝트 / @구름아래소극장
- 2021년 10월 31일, 새만금 노마드 페스티벌 2021 @군산 지스코
- 2021년 10월 22일, 제6회 군포시 청소년진로박람회 '공유하다_토크콘서트' / @군포 청소년전용카페 틴터
- 2021년 10월 16일, 도봉산 페스티벌 / @다락원 체육공원
- 2021년 10월 13일, 열린예술무대 뒤란 / @울산 문화예술회관
- 2021년 10월 5일, TBS라디오 Uncoded 출연
- 2021년 9월 9일, 문화콘서트 난장 출연
- 2021년 8월 31일, EBS라디오 이승열의 세계음악기행 출연
- 2021년 8월 29일, 2021 백제 세계유산 축전 / @ 부여군 부여객사
- 2021년 8월 28일, 2021 백제 세계유산 축전 / @ 공주 공산성
- 2021년 8월 24일, 5959 LIVE / @구름아래소극장
- 2021년 8월 19일, TBS라디오 K-ride 출연
- 2021년 8월 15일, 2021 백제 세계유산 축전 / @ 부여군 부여객사
- 2021년 8월 14일, 2021 백제 세계유산 축전 / @ 공주 공산성
- 2021년 8월 4일, 싱글 [그녀는 미래를 알아] 발매
- 2021년 6월 19일, 거미 X 안녕바다 케미콘서트 / @오산문화예술회관 대공연장
- 2021년 5월 15일, 2021 안녕바다 단독 콘서트 < 당신의 1g > / @구름아래소극장
- 2021년 5월 13일, 국방FM '레이나의 건빵과 별사탕' 출연
- 2021년 5월 11일, GTV 헬로 팔도먹박 고고고!!! 나무 출연
- 2021년 5월 11일, 싱글 [당신의 1g] 발매
- 2021년 3월 2일, 유튜브 '삼프로TV' 출연
- 2021년 2월 9일, 부산음악창작소 마스터클라스 참여
- 2021년 1월 6일, SBS라디오 아름다운 이 아침 김창완입니다 출연
- 2020년 12월 23일, 2020 전주얼티밋뮤직페스티벌(JUMF)
- 2020년 12월 18일, SBS라디오 박소현의 러브게임 출연
- 2020년 12월 14일, TBS라디오 이은미와 함께라면 출연
- 2020년 12월 7일, 싱글 [안녕 메리크리스마스] 발매
- 2020년 11월 30일. JTBC 싱어게인 65호로 나무 출연
- 2020년 11월 22일, 긴급마음지원콘서트 <백색소음> / @구름아래소극장
- 2020년 11월 12일 ,2030청년 힐링 콘서트 <꿈틀 더 라이브 With 원음방송> / @롤링홀
- 2020년 10월 24일, 새만금 노마드 페스티벌 2020 @군산
- 2020년 10월 17일, ON-TACT FESTIVAL 괜찮아 페스티벌 / @한신대학교
- 2020년 8월 21일, 2020 울산서머페스티벌 / @태화강국가정원 야외공연장
- 2020년 5월 18일, 코로나19 극복을 위한 희망콘서트 '특별한 선물' 3회차
- 2020년 5월 13일, EBS라디오 이승열의 세계음악기행 출연
- 2020년 2월 1일, 안녕바다 2020 첫 단독공연 :: 새해복많이바다 / @구름아래소극장
- 2020년 1월 28일, 팟캐스트 :: 정영진 최욱의 매불쇼 우선제 출연
- 2020년 1월 24일, TBS라디오 아닌 밤중에 주진우입니다 출연
- 2020년 1월 1일, <코스믹뮤직랩> 계약
- 2019년 12월 29일, 안녕바다 데뷔 10주년 기념공연 <안녕바다TEN> HARBOR Final / @노들섬라이브홀
- 2019년 12월 24일, 밤비행(나무 솔로프로젝트) 단독공연 <first flight in christmas> / @엘라의 거실
- 2019년 12월 16일, 2020 EBS로고송 촬영 <알려줘, 좋아>
- 2019년 12월 11일, 2019 기부감사콘서트 :: 행복을 나누는 작은 음악회 / @성수아트홀
- 2019년 12월 6일, 문화콘서트 난장 출연
- 2019년 11월 22-23일, 안녕바다 데뷔 10주년 기념공연 <안녕바다TEN> HARBOR 5 / 언플러그드
- 2019년 11월 17일, 안녕바다 데뷔 10주년 기념공연 <안녕바다TEN> HARBOR 4 / in 광주
- 2019년 11월 16일, 2019 정영진&최욱의 매불쇼 전국투어 콘서트 “너희와 함께 하리라" in 광주 / @김대중컨벤션홀
- 2019년 11월 3일, 2019 정영진&최욱의 매불쇼 전국투어 콘서트 “너희와 함께 하리라" in 부산 / @부산KBS홀
- 2019년 10월 30일, 경인라디오 윤준호의 별빛라디오 나무 출연
- 2019년 10월 28일, [OBS LIVE S :: 우연한 라이브 시즌2] 나무MC 첫방송
- 2019년 10월 25일, 밤비행(나무 솔로프로젝트) test flight2 / @카페 아이다호
- 2019년 10월 20일, Grand Mint Festival 2019 / @올림픽공원
- 2019년 10월 12일, 2019 정영진&최욱의 매불쇼 전국투어 콘서트 “너희와 함께 하리라" in 서울 / @세종대학교 대양홀
- 2019년 10월 5일, 2019 창원 블루베이 록 페스티벌 / @진해 야외공연장
- 2019년 9월 26일, 안녕바다 데뷔 10주년 기념공연 <안녕바다TEN> HARBOR 3 / 화목한라이브,
- 2019년 9월 26일, TBS라디오 배칠수, 박진희의 9595쇼 공개방송 <오픈스테이지> / @홍대입구역7번출구 버스킹거리공원
- 2019년 9월 25일, 당진 문화가 있는 날 특별공연 / @당진문예의전당 대공연장
- 2019년 9월 24일, 안녕바다 데뷔 10주년 기념공연 <안녕바다TEN> HARBOR 3 / 화목한라이브
- 2019년 9월 21일, 한반도 평화성취 박람회 및 문화제 ‘평화를 위한 9월의 약속’ / @서대문형무소 역사관
- 2019년 9월 17-18일, KOREAN INDIE BAND FAIR IN HONG KONG 2019 / @홍콩 한국문화원 다목적홀
- 2019년 8월 31일, <2019 봉하음악회> 우리가 새로운 노무현입니다! / @봉하마을 생태문화공원
- 2019년 8월 29일, 2019 송도맥주 축제 / @송도달빛축제공원 달빛무대
- 2019년 8월 28일, 2019 찾아가는 창창한콘서트 in 전북X안물안궁 / @전북대학교 삼성문화회관 건지아트홀
- 2019년 8월 15일, 안녕바다 데뷔 10주년 기념공연 <안녕바다 TEN> HARBOR 2 "19+" / @클럽FF
- 2019년 8월 11일 안녕바다＆블루파프리카：ROLLING HOT SUMMER MUSIC PARTY 긴긴밤 그곳에 있어줘＃4 / @롤링홀
- 2019년 8월 9일 팝켓아시아페스티벌 / @인천 왕산마리나 광장, '한여름 밤의 대향연' <치맥콘서트> / @당진문예의전당 야외공연장
- 2019년 8월 7일 팟캐스트 :: 김어준의 다스뵈이다 공개방송 / @충정로 벙커1
- 2019년 8월 4일, 2019 전주얼티밋뮤직페스티벌(JUMF) / @전주종합운동장
- 2019년 8월 2일, 2019 속초 썸머 비치 페스티벌 / @속초해수욕장
- 2019년 7월 18일, 팟캐스트 :: 정영진 최욱의 매불쇼 출연
- 2019년 7월 17일, TBS라디오 김규리의 퐁당퐁당 출연
- 2019년 7월 13일, 은평에 반하다 :: HELLO 인디! / @은평문화예술회관 공연장
- 2019년 7월 10일 팟캐스트 :: 김어준의 다스뵈이다 공개방송 / @충정로 벙커1
- 2019년 7월 7일, 경인라디오 박현준의 라디오 가가 출연
- 2019년 7월 6일, 피싱걸스 단독콘서트 게스트 / @롤링홀
- 2019년 7월 5일, DDP 밤도깨비 늦은밤 콘서트 with WBS원음방송 / @DDP 어울림광장
- 2019년 6월 28일, 제 50회 라이브 클럽 데이 / @FF
- 2019년 6월 15일, House of Jealous Lovers / @FF
- 2019년 6월 14일, tbs TV 팩트iN스타 출연
- 2019년 6월 6일, 아사히맥주 라이브 촬영
- 2019년 6월 2일, 안녕바다 데뷔 10주년 기념공연 〈안녕바다 TEN〉 HARBOR 1 / @상상마당
- 2019년 5월 26일, 민트페스타 Vol.63 / @상상마당
- 2019년 5월 25일, 2019 쿠키와 함께하는 시리즈콘서트 '홍대야 놀자' / @하나투어 브이홀
- 2019년 5월 5일, 의왕철도축제 폐막식 With  경기방송 라디오공개방송 /@의왕
- 2019년 2월 10일, 롤링 24주년 기념 공연 vol.12 :: 안녕바다X블루파프리카 〈긴긴밤 그곳에 있어줘 vol. 2〉 / @롤링홀
- 2018년 12월 29일, 담담, 수고 많았어요 2018 어쿠스틱 단독공연 / @벨로쥬 망원
- 2018년 12월 13-15일, 별빛이 내리는 12월 아랍에미리트 공연 / @아랍에미리트 아부다비 한국문화원
- 2018년 11월 17일, 안녕바다 정규 5집 <701> 발매공연 / @부산 오즈홀
- 2018년 11월 16일 ,홍대광 & 안녕바다 콘서트 / @의정부예술의전당 대극장
- 2018년 11월 09-10일, 안녕바다 정규 5집 <701> 발매공연 / @웨스트브릿지 라이브홀
- 2018년 11월 2일, 정규 5집 [701 B-side] 발매
- 2018년 8월 25일, 2018 구례 자연드림 락페스티벌 / @구례자연드림파크
- 2018년 8월 19일, Breezeway Music Weeks 2018 Day－13 / @에스팩토리 루프탑 스테이지
- 2018년 7월 7일, 안녕바다 in 제주 / @플레이스 캠프 제주 스피닝울프
- 2018년 7월 3일, 금정에 반하다 ‘2018 인디콘서트’ - 부산 / @부산 금정문화회관 소공연장
- 2018년 6월 29일, 플랫폼창동61 Friday Night Live [BINGO］/ @플랫폼창동 61
- 2018년 6월 24일, 유월 마이 홀리데이(You are my holiday!) / @롤링홀
- 2018년 6월 16일, 2018 서울 푸드 페스티벌::피크닉 온 더 브릿지 / @잠수교
- 2018년 6월 10일, TBC 고택음악회 / @성주 한개마을
- 2018년 6월 7일, EBS스페이스공감 :: 안녕바다 X 로큰롤라디오-축제의 나날 / @EBS 스페이스홀
- 2018년 5월 30일, 아리랑TV <I'm LIVE> / @강남역 카페 알베르
- 2018년 4월 29일, 서울하프마라톤 미니콘서트 / @상암 월드컵공원
- 2018년 4월 23일, TBS라디오 All Things K-POP 출연
- 2018년 4월 21일, 이야기콘서트 휴 / @KBS대구방송총국 TV공개홀
- 2018년 4월 20일, 문화콘서트 난장 Re:alive / @광주MBC공개홀
- 2018년 4월 17일, 정규 5집 <701> A-side 발매 쇼케이스 / @여의도 We work
- 2018년 4월 17일, 정규 5집 [701 A-side] 발매
- 2018년 4월 1일, MBC '미스터리 음악쇼 복면가왕' 나무 출연
- 2018년 3월 23일, <이엘파크> 소속사 계약
- 2018년 3월 4일, 롤링23주년 기념공연 vol.23 :: 안녕바다X블루파프리카 〈긴긴밤 그곳에 있어줘 vol. 2〉 / @롤링홀
- 2017년 12월 10일, 2017 연말공연 "Snow Waltz" / @롤링홀
- 2017년 11월 27일, 싱글 [Snow Waltz] 발매
- 2017년 11월 24일, 제32회 라이브 클럽 데이 / @웨스트브릿지
- 2017년 11월 18일, 제3회 김현식 가요제 축하공연 / @신촌 연세로 스타광장 사거리(유플렉스 앞)
- 2017년 10월 28일, 위대한 할로윈 락데이 / @FF
- 2017년 10월 24일, SBS라디오 존박의 뮤직하이 출연
- 2017년 10월 23일, WBS원음방송 밴드피플 라디오스타 출연
- 2017년 10월 22일, 가을힐링 뮤직토크쇼[김나영X안녕바다] / @제일라 아트홀
- 2017년 10월 18일, SBS라디오 아름다운 이 아침 김창완입니다, 아리랑라디오 Super K-POP 출연
- 2017년 10월 8일, 잔다리뮤직스트리트 / @홍대 앞 인근 야외무대(상상마당 앞)
- 2017년 9월 30일, YOLO온나 / @CJ아지트 광흥창
- 2017년 9월 26일, 싱글 [오늘도 비가 올까요] 발매
- 2017년 9월 23일, TOWER & BUSKING / @부산타워 전망대 앞 상설무대
- 2017년 9월 10일, 안녕바다X블루파프리카 <긴긴밤, 그곳에 있어줘> / @롤링홀
- 2017년 9월 8일, 여덟 번째 돌마고 집중파티 / @광화문 중앙광장(세종대왕상 앞)
- 2017년 8월 26일, WBS원음방송 '밴드피플 라디오스타' 공개방송 / @동대문디자인플라자(DDP) 잔디언덕
- 2017년 8월 25일, CLUB FF 13TH ANNIVERSARY / @FF
- 2017년 8월 20일, 2017 신나는 예술행사 사전행사 / @광주금남로5.18민주광장
- 2017년 8월 19일, <난장 518분> / @광주 금남로5.18민주광장
- 2017년 8월 18일, ROLLING FRIDAY LIVE / @롤링홀
- 2017년 7월 27일, [난장 518분 페스티벌 주제가_숨소리] 발매
- 2017년 7월 13일, 올댓뮤직 공개방송 / @KBS춘천총국 공개홀
- 2017년 7월 8일, 안녕바다 단독공연 <오늘도 비가 올까요> / @플랫폼 창동 61
- 2017년 6월 17일, MBC마이리틀패밀리 / @자라섬 캠핑장 마리패스테이지
- 2017년 6월 10일, 2017 우주락페 / @상상마당
- 2017년 5월 26일, 제27회 라이브 클럽 데이 / @고고스2
- 2017년 5월 19일, 2017 제주 삼다공원 힐링야간콘서트 / @신제주로터리 삼다공원
- 2017년 5월 14일, 뷰티플민트라이프 2017 / @올림픽공원
- 2017년 4월 30일, 영암 모터락페스티벌 / @영암 국제자동차경주장 상설블록 특설무대
- 2017년 4월 22일, 2017 광주 프린지페스티벌 / @프린지G무대
- 2017년 4월 21일, Bitter Sweet Symphony / @FF
- 2017년 4월 5일, EBS라디오 박원의 뮤직원더랜드 출연
- 2017년 3월 31일, 제25회 라이브 클럽 데이 / @FF
- 2017년 3월 23일, 싱글 [괜찮아 봄이니까] 발매
- 2017년 2월 26일, 민트페스타 Vol.54 / @웨스트브릿지
- 2017년 2월 12일, 안녕바다X전기뱀장어 <안녕, 뱀장어> / @플랫폼창동61
- 2017년 1월 14일, 롤링 22주년 기념공연 VOL.4 / @롤링홀
- 2017년 1월 13일, 문화콘서트 난장 :: 난장 in 서울 / @플랫폼창동61
- 2016년 12월 31일, 안녕바다 연말공연 <Snow Waltz> @벨로주 홍대
- 2016년 12월 25일, 안녕바다 연말공연 <Snow Waltz> @벨로주 홍대
- 2016년 12월 15일, ADIEU 2016 / @KB아트홀 강남
- 2016년 12월 9일, 코어매거진 단독공연 게스트 / @홍대 스테이라운지
- 2016년 12월 8일, ADIEU 2016 / @KB아트홀 부산
- 2016년 12월 1일, 콘서트 필 공개녹화 / @KBS광주공개홀
- 2016년 11월 26일, 하야하롹 콘서트 / @광화문 캠핑촌(이순신 동상 앞)
- 2016년 11월 25일, 제 21회 라이브 클럽 데이 / @FF
- 2016년 10월 28일-29일, 안녕바다 소극장콘서트 <그 곳에 있어줘> / @올림픽공원 뮤즈라이브
- 2016년 10월 15일, 옥토버 비어가든 / @롯데월드몰 월드파크 잔디광장
- 2016년 10월 14일, 아시안체어샷 단독공연 게스트 / @CJ아지트 광흥창
- 2016년 10월 13일, 랏도의 밴드뮤직_ 안녕바다의 '불면의 밤' 첫 방송
- 2016년 10월 8일, 제주 월드뮤직 오름 페스티벌 / @광이오름 한라수목원
- 2016년 9월, <플럭서스 뮤직> 계약종료
- 2016년 9월 22일, 클럽타는 고맙습니다 / @클럽 타
- 2016년 9월 10일, 이야기콘서트 휴 / @KBS대구방송총국
- 2016년 9월 4일, 난장사운드페스티벌 / @광주여자대학교 잔디운동장
- 2016년 8월 26일, 2016 부산 록 페스티벌 / @삼락생태공원
- 2016년 8월 19일, 2016 빛깔있는 여름축제 / @대전예술의전당 야외 원형극장
- 2016년 8월 5일-6일, 서귀포 야해페스티벌 2016 / @표선해비치해변
- 2016년 7월 31일, 부천전국대학가요제 특별출연 @부천마루광장
- 2016년 7월 30일, 동강 뮤직 페스티벌(CBS공개방송 레인보우 스트리트) / @동강둔치
- 2016년 7월 29일, KB아트홀 7월 기획공연 두드림Ⅳ <여름 열음> / @KB아트홀 부산
- 2016년 7월 21일, KB아트홀 7월 기획공연 두드림Ⅳ <여름 열음> / @KB아트홀
- 2016년 7월 18일, 콘서트 나비 [로맨틱 썸머] / @KBS전주방송총국 공개홀
- 2016년 6월 30일, 온스테이지 라이브 / @이태원 언더스테이지
- 2016년 6월 29일, WBS원음방송 '밴드피프 라디오스타' 공개방송 / @하나투어브이홀
- 2016년 6월 24일, 제 17회 라이브 클럽 데이 / @상상마당
- 2016년 6월 18일, CGV Green Cinema / @동대문 DDP 잔디언덕, Pride / @FF
- 2016년 6월 11일, TBC 고택음악회 시즌5 / @석간고택
- 2016년 6월 10일, 2016 하나티켓 뮤직 페스티벌 / @고양 킨텍스 10홀 메인무대, 클럽 타 10주년 공연 / @클럽 타
- 2016년 6월 4일, 제비다방공연 / @제비다방
- 2016년 5월 28일, K-루키즈 예선경연 게스트 / @예스24 무브홀
- 2016년 5월 22일, Green Plugged 2016 / @난지한강공원
- 2016년 4월 30일, 안녕바다 4집 발매기념 콘서트 <밤새, 안녕히> / @부산 동아대학교 다우홀
- 2016년 4월 23일, KBS 불후의명곡 - '전설을 노래하다' 출연 / @KBS공개홀
- 2016년 4월 18일, KFM 장벽진의 바운스바운스 출연
- 2016년 4월 8일-9일, 안녕바다 4집 발매기념 콘서트 <밤새, 안녕히> / @롯데카드 아트센터 아트홀
- 2016년 4월 6일, SBS라디오 정엽의 뮤직하이 출연
- 2016년 4월 3일, KBS라디오 유지원의 옥탑방 라디오 출연
- 2016년 3월 29일, SBS MTV 더 쇼 65회 출연 / @상암 SBS 프리즘타워
- 2016년 3월 27일, SBS라디오 호란의 파워FM 출연
- 2016년 3월 26일, SBS라디오 장예원의 오늘같은밤 출연
- 2016년 3월 25일, MBC라디오 푸른 밤 종현입니다 출연
- 2016년 3월 24일, EBS스페이스 공감 [W] with 나무 / @EBS스페이스홀
- 2016년 3월 23일, MBC MUSIC 쇼! 챔피언 179회 출연 / @일산 드림센터
- 2016년 3월 23일, 정규 4집 [밤 새, 안녕히] 발매
- 2016년 3월 20일, 미미시스터즈 봄맞이 이벤트 with 안녕바다 선제 / @ 금성
- 2016년 3월 12일, MBC라디오 윤정수, 신봉선의 좋은 주말 출연
- 2016년 3월 10일, 올댓뮤직 공개방송 / @KBS춘천총국 공개홀
- 2016년 3월 9일, 열린예술무대 뒤란 -클럽데이 스페셜 / @울산 문화예술회관
- 2016년 3월 8일, EBS스페이스 공감 / @EBS스페이스홀, 우먼스 데이 : 여성의 행복을 노래하다 / @현대카드 UNDERSTAGE
- 2016년 3월 7일, EBS스페이스 공감 / @EBS스페이스홀
- 2016년 3월 1일, KBS 유희열의 스케치북 공개녹화 / @KBS 공개홀
- 2016년 2월 26일, 라이브 클럽 데이 1주년 / @FF
- 2016년 2월 25일, 선공개 싱글 '왈칵' 공개
- 2016년 2월 16일, 문화콘서트 난장 '여심저격특집' / @광주MBC
- 2016년 2월 14일, 뷰티풀 발렌타인데이 / @FF
- 2016년 1월 23일, 롤링 21주년 기념공연 vol.9 / @롤링홀
- 2015년 12월 19일, Yolhoon concert 게스트 / @건국대학교 새천년관 대공연장
- 2015년 11월 6일, APMF(Audio Producton Music Festival) / @올림픽공원 88호수 수변무대
- 2015년 11월 1일, 서귀포 뮤직 페스티벌 2015 / @자구리공원 오션스테이지
- 2015년 10월 31일, 위대한 할로윈 락데이! /@FF
- 2015년 10월 30일, 제 9회 LIVE CLUB DAY / @프리버드
- 2015년 10월 17일, 바다비, 잠시만 안녕 공연 - '바다속에 내리는 비' / @바다비
- 2015년 10월 10일, 제1회 영광굴비모델선발대회 축하공연 / @영광 법성포 뉴타운 일대 특설무대
- 2015년 10월 3일, 2015 광산록 페스티벌 / @광주 수완호수공원
- 2015년 9월 20일, 2015 렛츠락 페스티벌 Vol.9 / @난지한강공원
- 2015년 9월 18일, 2015 대한민국 독서대전 개막축하공연 / @인천종합예술회관 야외공연장
- 2015년 9월 13일, 2015 막계페스티벌 / @국립현대미술관
- 2015년 8월 30일, 64th 로맨틱파티 게스트/ @상상마당
- 2015년 8월 27일, Thursday's children vol.6 / @FF
- 2015년 8월 15일, Birth of Rock / @클럽 타
- 2015년 8월 8일, 2015 인천 펜타포트 락 페스티벌 / @송도경제자유구역 달빛축제공원
- 2015년 7월 31일, 나무 솔로 공연 '불면의 밤' Vol.2 / @인공위성
- 2015년 7월 25일, 2015 안산M밸리록페스티벌 (블락스x나무 콜라보) / @안산 대부도 바다향기테마파크
- 2015년 7월 11일, 청년난장페스티벌::청년난장페스티벌 / @광주 아시아문화전당 민주광장
- 2015년 7월 10일, ROLLINGHALL FRIDAY LIVE / @롤링홀
- 2015년 7월 4일, 청년난장페스티벌::경축페스티벌 / @광주 아시아문화전당 민주광장
- 2015년 7월 3일, Boys of Summer / @FF
- 2015년 6월 26일, 제 5회 라이브클럽데이 / @고고스2
- 2015년 6월 24일, 나무 솔로 공연 '불면의 밤' Vol.1 / @인공위성
- 2015년 5월 31일, 인공위성 오픈기념 공연 / @인공위성
- 2015년 5월 29일, KB카드 스타샵 대학축제 홍보행사 / @강남 M스테이지
- 2015년 5월 28일, KB카드 스타샵 대학축제 홍보행사 / @중앙대학교
- 2015년 5월 24일, GREENPLUGGED SEOUL 2015 / @난지한강공원
- 2015년 5월 21일, 서랑제 2015(서울여자대학교 축제) / @서울여자대학교
- 2015년 5월 20일, KB카드 스타샵 대학축제 홍보행사 / @고려대학교
- 2015년 4월 2일, 올댓뮤직 공개방송 / @KBS춘천방송총국 공개홀
- 2015년 3월 28일, 안녕바다 X 미미시스터즈 봄맞이 조인트 콘서트 / @클럽타
- 2015년 3월 22일, 소파사운즈 서울 /@소풍 쉐어하우스
- 2015년 3월 21일, 안녕, 제주 콘서트 / @제주 겟 스페이스
- 2015년 3월 15일, B&B시리즈 VoL.1-화이트데이 '스페셜 데이트' / @롤링홀
- 2015년 2월 27일, 제 1회 라이브클럽데이 - 이승열×안녕바다 / @상상마당
- 2015년 2월 14일, 위대한 발렌타인 락데이! / @고고스2
- 2015년 2월 8일, 로맨틱펀치 단독공연 '60th 로맨틱파티 클럽 투어' 게스트 / @클럽 타
- 2015년 2월 7일, 우주락페 2015 / @FF
- 2015년 1월 30일, 고고스타〈신년 고고 복쇼!〉게스트 / @상상마당
- 2015년 1월 20일, 문화콘서트 난장 / @광주MBC
- 2015년 1월 18일, 롤링 20주년 기념공연 / @롤링홀
- 2015년 1월 11일, 2015 몬스터리 시리즈 with 혁오 / @에반스라운지
- 2014년 12월 25일, 안녕바다 단독 콘서트 'snow walts' / @홍대 벨로주
- 2014년 12월 16일, 올댓뮤직 공개방송 / @KBS춘천방송총국 공개홀
- 2014년 12월 6일, 살롱 바다비 10주년 대잔치 @살롱 바다비
- 2014년 11월 22일, PARTY LIKE A ROCKSTAR / @FF, SNL 코리아 Ep.34 출연 / @tvN
- 2014년 11월 21일, 2014 New Years World Rock Festival 〈10 X MAS> @악스 코리아
- 2014년 11월 2일, 안녕바다 클럽투어 '좁은 방 안에서' - 전주 / @디핀토
- 2014년 11월 1일, 안녕바다 클럽투어 '좁은 방 안에서' - 광주 / @네버마인드
- 2014년 10월 26일, 안녕바다 클럽투어 '좁은 방 안에서' - 부산 / @인터플레이
- 2014년 10월 25일, 안녕바다 클럽투어 '좁은 방 안에서' - 대구 / @라이브인디
- 2014년 10월 19일, 대중음료+안녕바다 / @대중음료
- 2014년 10월 18일, FUCK YOU / @FF
- 2014년 10월 12일, 2014 대한민국 라이브뮤직페스티벌 / @롯데카드 아트홀
- 2014년 10월 11일, 서울아리랑페스티벌 : 춤춰라 아리랑 / @광화문광장
- 2014년 10월 4일, DoIndie FWD Vol.3 / @프리버드2
- 2014년 9월 27일, Happy Together / @FF
- 2014년 9월 19일-21일, 이승열콘서트 [가을:관찰] 게스트 / @올림픽홀 뮤즈라이브
- 2014년 9월 13일, GOGOS2 LIVE @고고스2
- 2014년 8월 31일, 안녕바다 단독공연 '좁은방안에서'-실내소풍 / @바다비
- 2014년 8월 30일, 안녕바다 단독공연 '좁은방안에서'-안녕술바다2 / @바다비
- 2014년 8월 24일, 안녕바다 단독공연 '좁은방안에서'-FM안녕바다 / @바다비
- 2014년 8월 23일, 안녕바다 단독공연 '좁은방안에서'-안녕술바다 / @바다비
- 2014년 8월 17일, 안녕바다 단독공연 '좁은방안에서'-어둠속의 대화 / @바다비
- 2014년 8월 16일, 안녕바다 단독공연 '좁은방안에서'-어둠속의 대화 / @바다비
- 2014년 8월 10일, 안녕바다 단독공연 '좁은방안에서'-심야영화관 / @바다비
- 2014년 8월 9일, 안녕바다 단독공연 '좁은방안에서'-집들이 / @바다비
- 2014년 7월 26일, 홍성리듬앤바비큐 2014 / @청운대 대운동장
- 2014년 7월 12일, 위대한락데이 vol.14 / @고고스2
- 2014년 7월 6일, R.P Fest / @마포아트센터
- 2014년 7월 5일 의리의 록페스티벌-으리 집에 왜 왔니 / @프리버드
- 2014년 6월 29일, Sunday LIVE / @고고스2
- 2014년 6월 28일, Fix You / @FF, 몽키즈 단독공연 게스트 / @텅스텐홀
- 2014년 6월 22일, 2014 월드컵 희망 거리응원전 / @광화문 중앙광장
- 2014년 6월 21일, 꽃잠프로젝트 단독공연 게스트 나무 / @벨로주 홍대
- 2014년 6월 14일, 이승열콘서트 [여름:중첩] 게스트 / @M콘서트홀
- 2014년 6월 1일, GreenPlugged Festival 2014 / @난지한강공원
- 2013년 10월 22일, Grand Mint Festival 2013 /@올림픽공원
- 2013년 11월 10일, 민트페스타 Vol.41 / @상상마당
- 2013년 8월 30일, 고양 락 페스티벌 / @고양 원마운트 옆 광장
- 2013년 9월 28일, 안녕바다 콘서트 [그곳은 잠시만]  / @마포아트센터 아트홀 맥
- 2013년 8월 4일, 지산 월드 락 페스티벌 2013
- 2013년 7월 15일-21일, 안녕바다 단독공연 <월화수목금토일> 7회공연 / @바다비
- 2013년 7월 12일, 정규 3집 [난그대와바다를가르네] 발매
- 2013년 3월 1일, 이승환과 아우들 / @인터파크 아트센터
- 2013년 2월 17일, 안녕바다 & 9와 숫자들 합동 콘서트 / @올림픽홀 뮤즈라이브
- 2013년 이탈리아 FLORENCE KOREA FILM FESTIVAL / @피렌체 Hard Rock 카페
- 2013년, 9와 숫자들 X 안녕바다 합동 콘서트 / @올림픽홀 뮤즈라이브
- 2013년, GreenPlugged Festival 2013 / @난지한강공원
- 2013년, Lotte Family Festival 2013 / @잠실운동장
- 2013년, KAIST ART & MUSIC FESTIVAL (KAMF) 2013
- 2013년, 충장뮤직페스티벌
- 2013년, 안녕바다 2013 전국 투어 vol.2 <그곳은 잠시만> _ 대구,부산,광주,전주
- 2013년, 안녕바다 2013 전국 투어 vol.1 <난그대와바다를가르네> _ 전주,광주,부산
- 2013년, EBS 스페이스 공감 공연, 녹화
- 2012년 12월 24일, 안녕바다 콘서트 <첫눈이 내린다> / @ 부산 오즈홀
- 2012년 12월 16일, 그린 콘서트 / @ 상상마당
- 2012년 9월, EBS 스페이스 공감 '낯선 바다로의 여행' 출연
- 2012년 9월, 대한민국 라이브뮤직 페스티벌 출연
- 2012년 8월 19일, 안녕바다 콘서트 <같은밤의 노래> / @ 홍대 브이홀
- 2012년 8월, 2012 인천 PENTAPORT ROCK FESTIVAL 출연
- 2012년 6월 22일, 안녕바다 단독공연 <모놀로그> / @올림픽홀 뮤즈라이브
- 2012년 5월, 올레뮤직 인디어워드 시상식 _ 5월 이달의 음반 수상
- 2012년 5월, GreenPlugged Festival 2012 / @난지한강공원
- 2012년 2월, 정규 2집 [PINK REVOLUTION] 발매
- 2012년 2월 25일, 2집발매기념 단독공연 <같은 밤의 노래> / @홍대 브이홀
- 2012년 1월, 락동산 20회 기념 공연
- 2012년, 광주MBC 문화콘서트 난장 나무 MC 데뷔
- 2012년, 안녕바다 2012 전국 투어 – 부산,대구,대전,전주
- 2012년, 안녕바다 단독공연 <하소연> @c-cloud
- 2012년, Grand Mint Festival 2012 / @난지한강공원
- 2012년, 부천국제판타스틱영화제_PiFan Rush 공연
- 2012년, <CONCERT 바람> 전국투어 – 김해,부산,창원,서울,춘천
- 2011년 12월, Countdown Fantasy 출연
- 2011년 12월, 춘천KBS '이한철의 올댓뮤직' 공개방송 녹화
- 2011년 12월, 판타스틱쇼 출연
- 2011년 10월, 창원 국제 인터랙티브 뮤직 페스티벌 출연
- 2011년 10월 28일, 안녕바다 첫 단독 콘서트 <첫사랑을 기억하고 있나요?> / @상상마당
- 2011년 10월, SBS 라디오 '안선영의 라디오가 좋다' 출연
- 2011년 10월, 전국 클럽 투어
- 2011년 10월, 원더브리즈뮤직페스타 출연
- 2011년 9월, 예스24&예술의전당 공동기획 'Indie in the City' 출연
- 2011년 9월, 안녕바다 디지털 싱글 '바보버스' 발매
- 2011년 9월, '바다비 네버다이' 공연 출연
- 2011년 9월, 엠넷 'MUST' 방송
- 2011년 8월, 토요놀이마당 출연
- 2011년 8월, 문라이트 스위밍 & 서머 뮤직 페스티벌 출연
- 2011년 8월, 제12회 부산국제록페스티벌 출연
- 2011년 7월, MNET '엠사운드플렉스' 녹화
- 2011년 7월, '올림픽홀 뮤즈라이브' 개관기념 페스티벌 - 이승열 공연 게스트 출연
- 2011년 7월, 2011구로 인디록 페스티벌 참여
- 2011년 7월, Mnet '김광석 스페셜편'
- 2011년 6월, Club TA 5th Anniversary Festival 출연
- 2011년 6월, Hug vol.2 '남자의 향기' 콘서트
- 2011년 5월, Mnet 엠루트 녹화 @ 홍대클럽500
- 2011년 5월, 춘천 KBS 음악공개방송 <이한철의 올댓뮤직> 녹화
- 2011년 5월, GreenPlugged Festival 2011 / @난지한강공원
- 2011년 5월, Fire Rock Concert @ 안동 문화예술의 전당 백조홀 출연
- 2011년 4월, 이탈리아 FLORENCE KOREA FILM FESTIVAL 참여
- 2011년 1월, 롤링홀 16주년 기념 릴레이 페스티벌 / @롤링홀
- 2011년 1월, EBS 스페이스 공감 '그 소년들의 우주' 출연
- 2010년 12월 17일, 윈터 스페셜 콘서트 -한 웅큼의 기억 / @홍대 브이홀
- 2010년 11월, 안녕바다 정규앨범 1집 [City Complex] 발매
- 2010년 10월, Grand Mint Festival 2010 'Mint breeze stage' 출연
- 2010년 9월, MBC 드라마 '장난스런 키스' 조연 캐스팅, OST 참여
- 2010년 8월, 제6회 제천국제음악영화제 폐막식 행사 출연
- 2010년 8월, SBS 드라마 '나는 전설이다' 까메오 출연
- 2010년 5월, GreenPlugged Festival 2010 / @난지한강공원
- 2010년 1월, 나무, 아리랑 TV '워너비스' 출연
- 2009년 12월, 안녕바다 콘서트 “안녕바다 vs Vodka Rain” / @삼성동 섬유센터 이벤트홀
- 2009년 12월, 안녕바다 미니앨범 [Boy’s Universe] 발매
- 2008년 10월, 쌈지 사운드 페스티벌 “무림고수” 선정
- 2008년 7월, MBC 시트콤 (크크섬의 비밀ost 참여) 'tarantino' 윤상현 테마곡
- 2008년 3월, 플럭서스 뮤직 계약
- 2007년 9월, 광명 음악밸리 '창작음악 경연제 인기상
- 2007년 8월, 쌈지 사운드 페스티벌 “숨은고수” 선정
- 2007년 7월, 신해철이 제작한 고스트 온 썸머' 앨범 참여. 듀스 '여름안에서' 편곡
- 2007년 7월, EBS 스페이스 공감 “헬로루키” 선정
- 2007년 5월, '안녕바다'로 팀명 개명
- 2006년, 서울 프린지 페스티벌 공연
- 2006년 3월, '난 그대와 바다를 가르네' 결성

## 음반 목록

### 미니 앨범
| #  |  | 앨범 정보                                               | 수록곡                                                                                             |
| -- |  | ------------------------------------------------------- | -------------------------------------------------------------------------------------------------- |
| EP |  | Boy's Universe - 발매일: 2009년 12월 7일 - 언어: 한국어 | 1. 내 맘이 말을 해 2. 별빛이 내린다 3. Soon 4. Beautiful dance 5. 어둠이 깊을수록 별은 더욱 빛난다 |

### 정규 앨범
| #   |  | 앨범 정보                                                     | 수록곡 |
| --- |  | ------------------------------------------------------------- | --- |
| 1집 |  | City Complex - 발매일: 2010년 11월 16일 - 언어: 한국어        | 1. never stop 2. 내 맘이 말을 해(REPRISE) 3. 창밖은 평화로운 식탁 4. You&Me 5. 오늘도 생각이 나네요 6. 청혼 7. Fight Club 8. 별빛이 내린다 9. 눈물바다 10. Liar 11. 베개를 적시다 12. City Complex                          |
| 2집 |  | PINK REVOLUTION - 발매일: 2012년 2월 28일 - 언어: 한국어      | 1. 전화할게 2. 어젯밤 3. 악마 4. 야광별 5. Monologue 6. 삐에로 7. 마침표 8. 바보버스 9. 네가 좋아 (feat. 김효연) 10. Morning Bell 11. 화끈한 밤이야 12. 변해가네 (Bonus Track)                                              |
| 3집 |  | 난그대와바다를가르네 - 발매일: 2013년 7월 12일 - 언어: 한국어 | 1. 그 곳은 잠시만 2. 하소연 3. 결혼식 4. 우는 아이 5. 고양이를 찾습니다 6. 생일케이크 7. 난그대와바다를가르네 8. 지구별에서의 뜨거운 마지막 밤 9. 자장가 (With 김현민) 10. Monologue (Studio Live) 11. 삐에로 (Studio Live) |
| 4집 |  | 밤새, 안녕히 - 발매일: 2016년 3월 23일 - 언어: 한국어         | 1. 여행 2. 왈칵 3. 그곳에 있어줘 4. 좁은 방 안에서 5. 밤새, 안녕히 6. 첫 눈 7. 인공위성 8. 껍질 9. 파리 10. 당신이 잠든 사이 11. 물고기                                                                                     |
| 5집 |  | <701> - 발매일: 2018년 11월 5일 - 언어: 한국어                | 1. 무지개다리 2. LOVE CALL 3. 담담 4. 오늘도 비가 올까요 (Remastered) 5. 안녕안녕 6. 소식 7. 남겨진 사람들 8. 빗소리마저 아픈 날 9. 꿈의 실종 10. Snow waltz (Remastered) 11. byebyesea                                     |

### 싱글 앨범
| 싱글 |  | <괜찮아 봄이니까> - 발매일: 2018년 3월 23일 - 언어: 한국어         | 1. 괜찮아 봄이니까 2. 괜찮아 봄이니까 (Inst.)               |
| 싱글 |  | <오늘도 비가 올까요> - 발매일: 2018년 9월 26일 - 언어: 한국어      | 1. 오늘도 비가 올까요 2. 오늘도 비가 올까요 (Inst.)         |
| 싱글 |  | <스노우왈츠(Snow Waltz)> - 발매일: 2018년 11월 27일 - 언어: 한국어 | 1. 스노우왈츠(Snow Waltz) 2. 스노우왈츠(Snow Waltz) (Inst.) |
| 싱글 |  | <안녕 메리크리스마스> - 발매일: 2020년 12월 7일 - 언어: 한국어     | 1. 안녕 메리크리스마스 2. 안녕 메리크리스마스 (Inst.)       |
| 싱글 |  | <당신의 1g> - 발매일: 2021년 5월 11일 - 언어: 한국어               | 1. 당신의 1g 2. 당신의 1g (Inst.)                           |
| 싱글 |  | <그녀는 미래를 알아> - 발매일: 2021년 8월 4일 - 언어: 한국어       | 1. 그녀는 미래를 알아 2. 그녀는 미래를 알아 (Inst.)         |
| 싱글 |  | <무지개다리> - 발매일: 2022년 2월 15일 - 언어: 한국어              | 1. 무지개다리 (Reprise)                                     |

## 방송
- 싱어게인 출연 65호 가수 (2020년, JTBC) - 보컬 나무
- <LiveS> MC (2019년, OBS) - 보컬 나무
- 《문화콘서트 난장》5대 MC (2012년 11월 3일 ~ 2014년 1월 25일, 광주 MBC) - 보컬 나무
- 《미스터리 음악쇼 복면가왕》 참가자 (움직이면 쏜다! 뿅뿅! 오락부장!) (2018년, 대전 MBC) - 보컬 나무